# 사상 (촉한)
사상(四相) 또는 사영(四英)은 중국 삼국 시대 촉한의 뛰어난 네 명의 정치가를 가리키는 말이다.

## 개요
연희(延熙) 6년(243), 동윤(董允)은 보국장군(輔國將軍)에 임명되고 이듬해 시중(侍中) · 수상서령(守尙書令)에 임명되어 대장군(大將軍) 비의(費禕)의 차관이 되었다. 이때 촉한 사람들은 제갈량(諸葛亮) · 장완(蔣琬) · 비의 · 동윤을 아울러 '사상' 또는 '사영'이라고 일컬었다.
이후 이들은 차례로 촉한의 재상(宰相)을 맡았다.

## 출전
- 상거(常璩), 《화양국지》(華陽國志) 권7 유후주지(劉後主志)